# 프레스토 카드

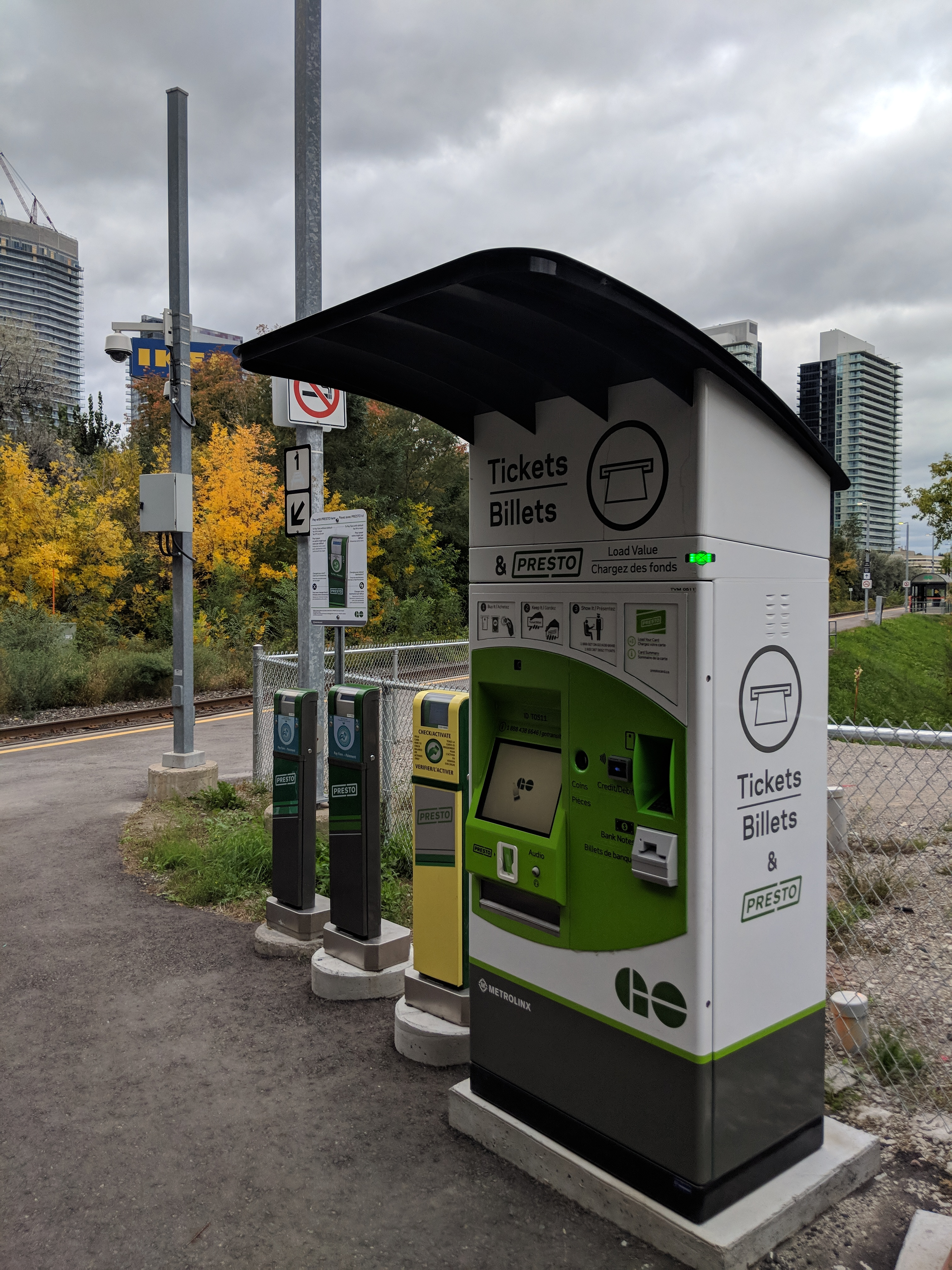

프레스토 카드(영어: Presto card, 프랑스어: Carte Presto)는 캐나다 온타리오주에서 대중교통 요금을 내는 데 쓰이는 교통카드 체계로 현재 광역 토론토 지역과 해밀턴, 오타와에서 쓰이고 있다. 2007년 6월 25일부터 2008년 9월 30일까지 시범 운행을 거친 이 카드는 2009년 11월에 본격 도입되었고 이후 온타리오주 11개 대중교통 업체의 도시철도, 통근열차, 버스 정류장 및 터미널, 버스와 노면전차 내부에 설치되었다.
일회용 프레스토 카드인 프레스토 티켓은 2019년 4월 5일에 도입되었으며 종이에 칩이 달려있다. 이 티켓은 토론토 교통국에서만 사용할 수 있다.
프레스토 카드는 토론토 광역 대중교통 수립안인 빅 무브의 일환으로 토론토 지역의 10개 대중교통 기관에 통합된 요금 체계를 만들고자 했다. 프레스토는 다양한 대중교통 체계를 하나의 요금 수단으로 통일하는 것을 목표로 두었다. 프레스토는 온타리오주의 광역 토론토 및 해밀턴 지역의 도로와 철도 교통 계획을 수입하고 각종 사업을 진행하는 주 공기업인 메트로링스가 담당한다.